# Cóndor (1887)
El Cóndor fue un cañonero (por sus dimensiones, clasificada como lancha cañonera) de la Armada Española, siendo este el tercer buque de la Armada en llevar este nombre desde 1823. El buque fue botado en 1887 y completado y entregado a la Armada Española al año siguiente, siendo dado de baja por primera vez en 1900, a tiempo de participar en la guerra hispano-estadounidense en tareas secundarias de reconocimiento. No obstante, fue reasignado a la Armada Española tras más de 6 meses apartado del servicio, pero una explosión en sus calderas lo dejó fuera de servicio nuevamente en 1902. El Cóndor fue el primero de una serie de tres cañoneros construidos en el Arsenal Civil de Barcelona dirigido por Alexandre Wohlgemuth aunque tanto los buques como los astilleros compartieron destino con una vida muy breve. Tras su baja en la Armada, los restos del casco fueron vendidos a un armador en 1904, que lo reformó con aparejo de pailebot. Fue transferido dos veces más y acabó sus días en un naufragio en 1921 mientras realizaba servicio comercial. 

## Diseño y construcción
El ingeniero belga Alexandre Wohlgemuth se presentó a concurso para la construcción de tres cañoneros para la Armada Española compitiendo con otras cinco compañías que pretendían dicho contrato. El Arsenal Civil de Barcelona, al que pertenecía Wohlgemuth, ganó el concurso con la propuesta de un cañonero que excedía las capacidades mínimas solicitadas por la Armada, además la gran ventaja de estos talleres barceloneses radicaba en que la gran mayoría de la producción del barco se realizaría localmente sin prácticamente tener que encargar la construcción de componentes al exterior. Por tanto, en el Arsenal Civil se fundieron, forjaron y construyeron todas y cada una de las partes de los barcos, desde la máquina a vapor a las calderas y todos los remaches de su casco, con la única excepción de las planchas de acero del casco que fueron compradas a la firma Martin Siemens.
En el Arsenal Civil se encargarían los ingenieros Federico Armenter y José Batlle del diseño del buque. Su botadura se llevó al efecto el 11 de diciembre de 1887 y el 1 de julio de 1888 sería entregado a la Armada Española en Barcelona. El resultado fue un barco construido en acero con doble fondo y dividido en cuatro compartimentos estancos comunicables entre sí. Además, su máquina de vapor de triple expansión fue la primera de este tipo construida completamente en España.Estaba planificado que montara una pieza de acero de 9 centímetros con montaje Vavasseur.

### Dimensiones
Tenía un desplazamiento de 48 toneladas con una eslora de unos 24 metros (78,7 pies), 3,9 metros (12,8 pies) de manga y 1,2 metros (3,9 pies) de calado medio (Cm). Estaba propulsado por una máquina a vapor de triple expansión alimentada por una caldera de tipo locomotora, con una potencia de 350 ihp y una velocidad de 1,2 metros (3,9 pies). En el momento de las pruebas de mar contaba con un aparejo de balandra, pero en un futuro se le instalaría uno de pailebot. La tripulación inicial debía ser de 12 hombres, pero posteriormente se aumentó a 20 y finalmente a 24.

### Armamento
En cuanto a su armamento se limitaría a un cañón de 90 milímetros (3,5 plg) y una ametralladora.

## Historial

### Al servicio de la Armada española
A mediados del mes de mayo de 1888 el ministro de Marina autorizó que el Cóndor fuera expuesto en la sección marítima de la Exposición y llamó tanto la atención que ganó la Medalla de Oro en esta categoría. Los plazos de construcción o la simple casualidad quisieron que las pruebas de mar coincidieran con los días de la Exposición Universal de 1888 y este iba a ser un muy buen momento para dar a conocer a los talleres del Arsenal Civil, así como a la industria de la construcción naval en España. La prueba oficial del nuevo cañonero aconteció el 26 de mayo de 1888 en las inmediaciones de Barcelona, junto con el torpedero Destructor. Ya en la mar se forzó su máquina durante nueve horas, logrando una velocidad punta de 13,8 nudos y otros 11 nudos en velocidad sostenida. Su navegabilidad y comportamiento fueron excelentes y ya tan sólo quedarían algunos trámites administrativos para entregar al cañonero a la Armada Española.
Una vez finalizada la Exposición Universal y entregada a la Armada al Cóndor el 1 de julio de 1888, se le ordena poner rumbo hacia Galicia y quedaría destinado en el Resguardo Marítimo de Ferrol. El 27 de marzo de 1894 arribó a Santander para colaborar con en la recuperación de los restos del vapor Cabo Machichaco, al que un incendio en cubierta terminó por extenderse en su bodega y provocó que su carga de dinamita explotara el 3 de noviembre de 1893, causando 590 muertos y 525 heridos.
Tras el desastre del 98 fue desarmado y causaría baja en la Armada un poco antes que sus buques gemelos Águila y Cuervo, el 18 de mayo de 1900. Por Decreto de ese mismo día del Ministerio de Marina, se describió técnicamente la situación de los buques de la Armada hasta ese momento y se dieron de baja 25 unidades por considerarse ineficaces, entre ellos el Cóndor. Respecto al mismo buque señala:

Los torpederos Retamosa, Rigel, Ejército y Castor, y los cañoneros Eulalia, Pilar, Cóndor, Aguila, Cuervo y Tarifa, y las escampavías Concha, Gaditana, Pez, San Mateo, Mariana, Ardilla y Guinda, son estimados, por unánime opinión de los Jefes y personas peritas que conocen bien su estado, como absolutamente inútiles.

Sin embargo, meses más tarde, se ordena su reincorporación a la flota y su rearme volviendo al servicio el 29 de noviembre de 1900, aunque esta vez su servicio apenas superó un año. El buque volvió a patrullar y fue usado para localizar, perseguir y apresar, en caso necesario, a las traineras que faenaban ilegalmente en aguas gallegas.El 20 de enero de 1902 es desplazado a Vigo junto al cañonero Vasco Núñez de Balboa para mediar en el conflicto entre los marineros que pescaban con xeito con los que lo hacían con traíña, que generaba grandes disputas que acababan muchas veces con embarcaciones averiadas, heridos y hasta muertos.
El 24 de enero de 1902 una explosión sacudió la ría de Vigo. Cerca de la playa del Samil se pudieron divisar los restos de una embarcación y una espesa columna de humo negro que salía de la misma. Era el Cóndor, que esa mañana había salido a navegar al saberse que se habían sido avistadas tres traineras pescando por la zona de Bouzas, donde estaba prohibido faenar. La explosión hizo saltar por los aires grandes trozos del casco, el puente y una gran parte de la cubierta. Algunos miembros de la tripulación lograron salvarse lanzándose al agua, otros en cambio salieron despedidos por la onda expansiva. Al lugar de los hechos acudieron diversas traineras y los supervivientes fueron llevados al cañonero Temerario en donde recibirían las primeras curas antes de llegar al hospital militar. El comandante del buque, D. Tomás Calovar salvó la vida de milagro al servirle el puente de mando de pantalla, aunque resultó herido con contusiones. La explosión también afectó al pañol de pólvora de buque.
La causa de la explosión fue debida al mal estado de su caldera, la original fue sustituida por la del torpedero Ejercito y esta última carecía del mantenimiento adecuado ya que el torpedero había estado varado mucho tiempo sometido a la corrosión, humedad e inclemencias del tiempo. El primer y el segundo maquinistas, un fogonero, el carpintero y el cocinero fallecieron en el acto y se dieron por desaparecidos un cabo, un fogonero de segunda y tres marineros, causando heridas de diversa consideración a toda la tripulación. Este accidente fue uno de los peores de la Armada hasta la fecha, tan solo igualado unos años antes por el del torpedero Habana que durante una tormenta en 1888 una caldera explotó matando a dos fogoneros y a dos marineros.Tras la explosión, los restos del Cóndor quedaron varados, donde se constató que era mejor darlo de baja que ponerlo de nuevo en servicio.

### Uso civil y comercial
Sin embargo, su destino no sería el desguace y su casco fue adquirido despejado de toda arboladura y maquinaria en pública subasta en 1904 por el vigués Marcelino Suárez González, Su primer armador lo transformaría en pailebot de dos palos y le instalaría un motor auxiliar de gasolina de dos cilindros para maniobras de entrada y salida de puerto. También le fueron sustituidas varias planchas del casco y varias hileras de remaches. Tiempo después el buque fue nuevamente vendido a Hijos de Tomás Guyat, de La Coruña y que, a su vez, se lo enajenó al vigués Manuel López.
La tercera venta no quedó documentada, según consta en el Archivo Naval de Ferrol, porque no pudo reflejarse por no estar autorizadas estas operaciones en la fecha de la transacción. El Cóndor fue empleado por su armador en el cabotaje entre los puertos de Galicia y fueron muy frecuentes sus escalas en Corcubión, destino de su último viaje, que no llegó a finalizar.

### Hundimiento
El día 21 de diciembre de 1921, tras efectuar una descarga de mercancías en el puerto de Muros, salió a las tres de la tarde con destino a Corcubión, donde tenía previsto cargar madera. Según declaración de su patrón, Jacobo González Cambeiro, se emprendió la navegación con mar llana y horizonte despejado con un viento suave estenordeste. Para salir de la ría tuvieron que ser remolcados por el bote de a bordo debido a la poca fuerza del viento. Al rebasar Monte Louro continuaron a vela enfilando el Cabo Finisterre sin novedad hasta que llegaron a la altura de Os Miñarzos. Sobre las doce y media de la noche, notaron que los balances eran menores de lo normal, como si el barco tuviera sobrepeso. A la vista de esta anomalía, el patrón entregó el timón a un tripulante para bajar a comprobar la sentina en compañía de los otros dos hombres. Abrieron la escotilla de popa y encontraron en ella medio metro de agua. Activaron la bomba de achique y, en vista de que la inundación no cesaba, arriaron velas y se dedicaron a evacuar el agua por todos los medios a su alcance. Esto tampoco dio resultado y el casco se fue sumergiendo cada vez más.
El patrón ordenó preparar el bote para abandonar el buque, ya que el naufragio parecía inminente y lo prioritario era salvar sus vidas. Una vez ordenado el abandono, y con toda la tripulación a bordo del bote, se dirigieron hacia Os Forcados, punto de tierra más cercano. Cuando se alejaban vieron como el buque escoraba totalmente sobre el costado de babor. Al cabo de solo diez minutos desaparecía bajo las aguas. Una vez rebasados Os Forcados, continuaron en el bote aprovechando el abrigo de la costa, rumbo a Corcubión. Entraron primeramente en O Pindo para dejar a un tripulante que ya venía enfermo desde el inicio del viaje. Tras su desembarco, reanudaron la navegación y llegaron a Corcubión a las nueve de la mañana del día siguiente y pusieron los hechos en conocimiento de las autoridades. Dada la rapidez del hundimiento, solo se pudo salvar el rol del barco, las libretas de navegación de la tripulación y algún documento del puente de mando, así como el bote con el que llegaron a puerto.